# Cristian Medina
Cristian Nicolás Medina (ur. 1 czerwca 2002 w Moreno) – argentyński piłkarz występujący na pozycji środkowego pomocnika, od 2025 roku zawodnik Estudiantes La Plata.